# 鄺頤
鄺頤（1442年—？），字惟貞，號遺軒，廣東廣州府南海縣人，民籍。明朝政治人物。進士出身。

## 生平
明朝成化四年（1468年）戊子科廣東鄉試舉人，八年（1472年），参加壬辰科殿试，登金榜，赐同进士出身第三甲第130名。知河间府宁津县，继知丰宁县，凡十二年，升廣西南宁府同知。居官勤慎廉惠，守宁津時，重修學舍、谯楼，因丁憂去職，百姓泣送馈赠金银，不受，惟拱手謝而已。入祀宁津名宦祠。

## 家族
曾祖父鄺雄飛。祖父鄺希哲。父亲鄺昌。